# Espluga del Congost

L'Espluga del Congost, respecte del terme d'Abella de la Conca

L'Espluga del Congost és una cavitat natural del terme d'Abella de la Conca, a la comarca del Pallars Jussà, a prop de l'extrem oest del terme, limítrof amb Conca de Dalt (antic terme d'Hortoneda de la Conca), inclòs a l'Inventari del Patrimoni Arqueològic i Paleontològic de Catalunya.
Està situada al nord-nord-est de la masia de Cal Borrell, al nord-est de la Pedra Ficada, en un coster en el marge esquerre del fons del congost. A uns tres metres de distància hi ha l'Espluga petita del Congost i, encara, bastant propera es troba l'anomenada Bauma del Congost, de 30 metres d'amplada per 5 de fons i 10 d'alçada. Pertany a la partida d'Ordins.
Es tracta d'una cova natural amb restes de l'edat del bronze, sense estructures d'habitacions. Havia servit d'habitatge ocasional, refugi i cleda.

## Etimologia
Segons Joan Coromines, el topònim Esplugues procedeix del mot comú llatí speluncas (coves o baumes). La segona part del topònim, del Congost, denota la relació de proximitat amb el lloc anomenat el Congost.

## Descripció de la cova
Té una boca força ampla, ja que fa 27 metres d'amplària per 9 d'alçada; rere seu s'obre una galeria única de 60 metres de recorregut, en part dividida per blocs despresos. A la meitat del recorregut de la galeria hi ha una rampa de colada d'origen estalagmític que puja uns 13 metres i duu al final de la galeria en 30 metres més. Una mica més endavant, a 35 metres de l'entrada, s'obre una sala a l'esquerra de la galeria que fa uns 8 metres de diàmetre per dos d'alçada. En un extrem té una obertura que dona a l'exterior, però està obstruïda per blocs de pedra despresos.